# Čamovce
Čamovce es un municipio del distrito de Lučenec en la región de Banská Bystrica, Eslovaquia, con una población estimada a final del año 2024 de 569 habitantes.
Se encuentra ubicado en el centro-sur de la región, en el valle del río Ipoly —un afluente izquierdo del Danubio— y cerca de la frontera con Hungría.

## Demografía
| Año        | 1994 | 2004    | 2014     | 2024    |
| ---------- | ---- | ------- | -------- | ------- |
| Población  | 520  | 518     | 610      | 569     |
| Diferencia |      | −0,38 % | +17,76 % | −6,72 % |

| Año        | 2023 | 2024    |
| ---------- | ---- | ------- |
| Población  | 568  | 569     |
| Diferencia |      | +0,17 % |